# Thénia
Thenia là một đô thị thuộc tỉnh Boumerdès, Algérie. Dân số thời điểm năm 2002 là 19.078 người.